# كهريز (بابارشاني)
کهریز (بالفارسية: کهریز) هي قرية تقع في إيران في قسم بابارشاني الريفي. يقدر عدد سكانها بـ 196 نسمة بحسب إحصاء 2016.